# Martin Kramarič
Martin Kramarič, slovenski nogometaš, * 14. november 1997, Novo mesto.
Kramarič je profesionalni nogometaš, ki igra na položaju vezista. Od leta 2023 je član ruskega kluba Soči. Ped tem je igral za slovenske klube Krko, Maribor, Krško in Bravo. Skupno je v prvi slovenski ligi odigral 196 tekem in dosegel 31 golov. Z Mariborom je osvojil naslov slovenskega državnega prvaka v sezoni 2018/19. Bil je tudi član slovenske reprezentance do 16, 18, 19 in 21 let ter reprezentance B.